# Georg Major
Georg Major, född den 25 april 1502 i Nürnberg, död den 28 november 1574 i Wittenberg, var en tysk luthersk teolog.
Major, som sedan 1536 var teologie professor vid universitetet i Wittenberg, föranledde den så kallade majoristiska striden. Denna bestod i en kontrovers mellan Major och teologen Nikolaus von Amsdorf rörande trons förhållande till de goda gärningarna. 
Majors påstående, att de sistnämnda var nödvändiga till saligheten, syntes frånkänna tron dess allena rättfärdig- och saliggörande kraft och således vara ett återfall i den katolska läran. 
Då detta inte var Majors mening, enär han huvudsakligen ville betona det oupplösliga sammanhanget emellan tron och det nya livet, förklarade han sin åsikt vara den, att goda gärningar vore nödvändiga blott för frälsningens bevarande. 
På Majors sida trädde Justus Menius; synoden i Eisenach 1556 hävdade, att även förblivandet i frälsningen berodde på tron allena samt att Majors lära i varje fall vore ägnad att framkalla missförstånd. 
I motsats till Major förklarade Amsdorf (1559), att goda gärningar vore skadliga för saligheten; med denna sats menade han närmast blott att, som Luther, framhålla omöjligheten av att förtrösta på de egna gärningarna.
Melanchthon fattade emellertid Amsdorfs sats som gudsförsmädelse. Konkordieformeln
bestämde, att goda gärningar är i enlighet med Guds vilja, att de framspringer ur tron såsom dess frukter samt att förblivandet i frälsningen hade sin grund i tron allena.